# Violette Krikorian
Pour les articles homonymes, voir Krikorian.
Violette Krikorian ou Violet Grigoryan (née en 1962 à Téhéran) est une poétesse arménienne.

## Biographie
Née à Téhéran en 1962, elle écrit dès l'âge de dix ans en persan. Profondément marquée par la vie de son enfance à Téhéran, un quartier de banlieue où vivaient ensemble Iraniens, Arméniens, Assyriens et Turcs, sa première poésie demeure imprégnée des parfums d'Orient.
« Je suis très contente d'être venue d'ailleurs, » dit-elle. « J'ai apporté avec moi l'Orient. J'aime en moi ce mélange Est-Ouest, l'Orient et l'Occident. Être née à Téhéran m'a donné un rythme oriental. »
Depuis 1975, elle vit en Arménie où sa famille émigra. Elle a terminé ses études de philologie à l'Institut pédagogique d'Erevan.
Elle a publié ses premiers textes dans la revue littéraire Garoun (« Printemps ») à l'âge de dix huit ans. Puis se révèle de plus en plus rebelle et conteste l'autorité de l'Union des écrivains d'Arménie et de Vahram Martirosyan, auteur du livre, Sorank (« Glissement de terrain »). Elle rompt ses liens avec lui et crée la revue Bnaguir (« Texte original ») et ensuite, avec celui qui va devenir son mari, Vahan Ishkhanyan, critique littéraire important, ils créent la revue Inknaguir (« Autographe »), revue destinée à faire entendre les nouvelles voix contemporaines. Vahé Godel et Denis Donikian la firent connaître des lecteurs français grâce à leurs traductions.

## Œuvre
Ses premiers textes ont un parfum de soufre et de scandale, elle provoque et trouble, secoue les carcans par un ton direct dont l'expression est crue. « Je crève comme le dernier des chiens ! » profère-t-elle avec son grand caractère. Elle dérange, dénonce les mensonges de la société où elle survit. Elle a dû se réfugier à Los Angeles durant un an, elle craignait alors de sortir dans la rue à Erevan. Sa poésie peut ainsi être qualifiée d'urbaine et de sensuelle. Pour Serge Venturini, elle est la digne héritière de Nahapet Koutchak par son érotisme solaire et joyeux, elle a en elle la force de renversement d'un Yéghiché Tcharents, et aussi par son goût d'une langue ramassée dans la rue. Comme Tcharents a écrit un texte sur son pénis, elle écrit un texte sur son clitoris, texte non-traduit. La force de son style vient de son audace. Son goût du scandale et de la provocation se retrouve magnifié dans son Baiser de nègre, prose poétique rebelle (texte traduit en 2012 par Yvette Nvart Vartanian).
En cela, elle renouvelle une tradition poétique d'insoumis et de réfractaires à tout ordre moral, à toute pression d'où qu'elle vienne. Dans Que cet hiver est rude, Violette Krikorian écrit ceci à propos de l'Arménie d'aujourd'hui : « À quoi bon marchander si je n'ai rien à vendre ? / Et dans la main de ta balance ma vie n'est d'aucun poids. / Et mon unique vie je l'ai donnée jusqu'à la perdre. / Pourtant je te pardonne, toi mon pays unique. » 
Sa poésie s'affirme comme une des voix majeures de ces dernières années, par sa différence des autres voix, c'est une exploratrice du Verbe, elle cherche « l'inconnu et le lointain », tout en revendiquant dans son écriture une courageuse protestation féministe. « Violette Krikorian est d'autant plus importante, qu'elle vient après des années, voire des siècles, dans un domaine, où à part Sylva Kapoutikian et quelques autres voix, la poésie était presque réservée à un monde d'hommes », selon Serge Venturini.
Nous assistons donc de plus en plus en poésie, et c'est un signe des temps, à un surgissement des voix féminines, en Arménie avec Mariné Pétrossian, Arpi Voskanian et Gayané Babayan par exemple, comme ailleurs dans le monde. Même si long est le chemin pour créer une nouvelle littérature, au sens fort du terme, elle ne pourra plus se faire sans les femmes. Sarcastique, elle ajoute même au cours d'un entretien avec Denis Donikian dans « La poésie n'est pas à vendre » : « Ne me prenez pas au sérieux ! »
Elle a écrit :

« Mon pays, tes crocs pourris et jaunes
 
m'entrent dans la gorge.
 
Serre encore ou relâche-moi ! J'en ai assez de me débattre,

pareille au papillon fixé par une aiguille...

(Traduction de Denis Donikian dans le livre Amour, Actual Art, Erevan, 2006.) »

### Publications
- C'est la vérité, la vérité que je dis, Éditions Naïri, 1991 (réimpr. 1998) (prix de l'Union des écrivains d'Arménie)
- La ville, 1999, (prix d'État)

### Traductions en langue française
- Que cet hiver est rude, 2000, éditions du festival Est-Ouest de Die
- Amour (Actual Art, Erevan 2006) en édition bilingue (traduction de Denis Donikian)
- Cinq poèmes de Violette Krikorian, dans Avis de recherche, Une anthologie de la poésie arménienne contemporaine, Éditions Parenthèses, Marseille, 2006, p. 185 sq. (traductions de Nounée Abrahamian et de Stéphane Juranics)
  - « Autoconfirmation », 1996, p. 187
  - « Dans cette ville... », 1992, p. 191
  - « Scène et rideau... », 1991, p. 195
  - « Chant personnel », 1996, p. 197
  - « La ville » (extraits), 1997, p. 201
- Un article à propos d'Erevan : « Un monde vacillant », dans Arménie(s) Plurielle, Claire Giudicenti éditrice, Paris, novembre 2006, p. 117
- Baiser de nègre, dans Poésie contemporaine arménienne, compilation : Lévon Ananian, présentation : Artak Baghdassarian, traduction : Yvette Nvart Vartanian, éd. Zangak, Erevan 2012,  (ISBN 978-99930-54-67-2), p. 115-117.